# Portugal nos Jogos Olímpicos de Verão de 2024
Portugal competiu nos Jogos Olímpicos de Verão de 2024 em Paris, na França, entre 26 de julho e 11 de agosto de 2024. Os atletas portugueses têm competido em todas as edições dos Jogos Olímpicos de Verão desde a estreia de Portugal nos Jogos Olímpicos de 1912, em Estocolmo.
A melhor participação portuguesa na competição foi precisamente na edição anterior, nos Jogos Olímpicos de 2020 em Tóquio, em que o Comité Olímpico de Portugal conseguiu 4 medalhas olímpicas e 15 diplomas. 
Para os Jogos de Paris 2024, foram qualificados 73 atletas em 15 modalidades, em 36 dos 73 atletas são estreantes na competição (49,3%).
A edição dos Jogos de Paris 2024 foi a melhor participação de Portugal na competição.

## Atletas
A seguir está a lista do número de atletas que se qualificaram para os Jogos.
| Modalidade    | Homens | Mulheres | Total |
| ------------- | ------ | -------- | ----- |
| Atletismo     | 9      | 13       | 22    |
| Breaking      | 0      | 1        | 1     |
| Canoagem      | 3      | 1        | 4     |
| Ciclismo      | 4      | 3        | 7     |
| Hipismo       | 3      | 2        | 5     |
| Ginástica     | 1      | 1        | 2     |
| Judo          | 2      | 5        | 7     |
| Natação       | 3      | 2        | 5     |
| Skate         | 2      | 0        | 2     |
| Surf          | 0      | 2        | 2     |
| Ténis         | 2      | 0        | 2     |
| Ténis de mesa | 3      | 2        | 5     |
| Tiro          | 0      | 1        | 1     |
| Triatlo       | 2      | 2        | 4     |
| Vela          | 2      | 2        | 4     |
| Total         | 36     | 37       | 73    |

## Conquistas

### Medalhas
Portugal obteve no total da sua participação nos Jogos Olímpicos de Paris 2024, 4 medalhas, sendo 1 de Bronze, 2 de prata e 1 de ouro.
| Medalha | Medalha | Atleta                     | Modalidade     | Prova                  | Data       |
| ------- | ------- | -------------------------- | -------------- | ---------------------- | ---------- |
| 1       | Bronze  | Patrícia Sampaio           | Judo           | -78kg Feminino         | 1-08-2024  |
| 2       | Prata   | Iúri Leitão                | Ciclismo Pista | Omnium Masculino       | 8-08-2024  |
| 3       | Prata   | Pedro Pichardo             | Atletismo      | Triplo Salto Masculino | 9-08-2024  |
| 4       | Ouro    | Iúri Leitão • Rui Oliveira | Ciclismo Pista | Madison Masculino      | 10-08-2024 |

### Diplomas olímpicos
Portugal obteve no total da sua participação nos Jogos Olímpicos de Paris 2024, 14 diplomas olímpicos.
Os medalhados por Portugal também obtiveram o diploma olímpico.
| Atleta                                                       | Modalidade     | Prova                       | Data       |
| ------------------------------------------------------------ | -------------- | --------------------------- | ---------- |
| Nelson Oliveira                                              | Ciclismo       | Contrarrelógio Masculino    | 27-07-2024 |
| Vasco Vilaça                                                 | Triatlo        | Individual Masculino        | 31-07-2024 |
| Ricardo Batista                                              | Triatlo        | Individual Masculino        | 31-07-2024 |
| Maria Inês Barros                                            | Tiro           | Trap Feminino               | 31-07-2024 |
| Patrícia Sampaio                                             | Judo           | -78kg Feminino              | 1-08-2024  |
| Gabriel Albuquerque                                          | Ginástica      | Tranpolins Masculino        | 2-08-2024  |
| Ricardo Batista • Melanie Santos • Vasco Vilaça • Maria Tomé | Triatlo        | Estafeta Mista              | 5-08-2024  |
| Diogo Costa • Carolina João                                  | Vela           | C 470 Misto                 | 8-08-2024  |
| Iúri Leitão                                                  | Ciclismo Pista | Omnium Masculino            | 8-08-2024  |
| João Ribeiro • Messias Baptista                              | Canoagem       | K2 500m Masculino           | 9-08-2024  |
| Jéssica Inchude                                              | Atletismo      | Lançamento do Peso Feminino | 9-08-2024  |
| Pedro Pichardo                                               | Atletismo      | Triplo Salto Masculino      | 9-08-2024  |
| Fernando Pimenta                                             | Canoagem       | K1 1000m Masculino          | 10-08-2024 |
| Iúri Leitão • Rui Oliveira                                   | Ciclismo Pista | Madison Masculino           | 10-08-2024 |

### Recordes

#### Recordes nacionais
| Atleta | Modalidade | Prova | Data |
| ------ | ---------- | ----- | ---- |
|        |            |       |      |

#### Recorde pessoal do atleta
| Atleta        | Modalidade | Prova          | Data      |
| ------------- | ---------- | -------------- | --------- |
| Salomé Afonso | Atletismo  | 1500m Feminino | 6-08-2024 |
| Salomé Afonso | Atletismo  | 1500m Feminino | 8-08-2024 |

#### Recorde da temporada do atleta
| Atleta        | Modalidade | Prova                | Data       |
| ------------- | ---------- | -------------------- | ---------- |
| Ana Cabecinha | Atletismo  | 20km Marcha Feminina | 1-08-2024  |
| Lorène Bazolo | Atletismo  | 200m Feminino        | 4-08-2024  |
| João Coelho   | Atletismo  | 400m Masculino       | 4-08-2024  |
| Lorène Bazolo | Atletismo  | 200m Feminino        | 5-08-2024  |
| Cátia Azevedo | Atletismo  | 400m Feminino        | 6-08-2024  |
| Samuel Barata | Atletismo  | Maratona Masculina   | 10-08-2024 |
| Susana Santos | Atletismo  | Maratona Feminina    | 11-08-2024 |

## Atletismo
Os atletas portugueses de atletismo alcançaram os padrões de entrada para Paris 2024, quer pela passagem da marca de qualificação direta (ou tempo para provas de atletismo) quer pelo ranking mundial, nas seguintes provas (máximo de 3 atletas cada).

### Eventos de campo
| Atleta                      | Prova                | Eliminatórias | Eliminatórias | Final             | Final             |
| Atleta                      | Prova                | Performance   | Posição       | Performance       | Posição           |
| --------------------------- | -------------------- | ------------- | ------------- | ----------------- | ----------------- |
| Irina Rodrigues             | Lançamento do Disco  | 62.90         | 10º lugar q   | 61.19             | 9º lugar          |
| Liliana Cá                  | Lançamento do Disco  | 62.43         | 14º lugar     | Não se qualificou | Não se qualificou |
| Jéssica Inchude (Estreante) | Lançamento do Peso   | 18.36         | 9º lugar q    | 18.41             | 8º lugar          |
| Eliana Bandeira (Estreante) | Lançamento do Peso   | 17.97         | 15º lugar     | Não se qualificou | Não se qualificou |
| Agate de Sousa (Estreante)  | Salto em comprimento | 6.34          | 24º lugar     | Não se qualificou | Não se qualificou |

| Atleta                    | Prova               | Eliminatórias | Eliminatórias | Final             | Final             |
| Atleta                    | Prova               | Performance   | Posição       | Performance       | Posição           |
| ------------------------- | ------------------- | ------------- | ------------- | ----------------- | ----------------- |
| Leandro Ramos (Estreante) | Lançamento do Dardo | 75.73         | 28º lugar     | Não se qualificou | Não se qualificou |
| Francisco Belo            | Lançamento do Peso  | NM            | NM            | Não se qualificou | Não se qualificou |
| Tsanko Arnaudov           | Lançamento do Peso  | 20.31         | 16º lugar     | Não se qualificou | Não se qualificou |
| Pedro Buaró (Estreante)   | Salto com vara      | 5.40          | 26º lugar     | Não se qualificou | Não se qualificou |
| Pedro Pichardo            | Triplo Salto        | 17.44         | 1º lugar Q    | 17.84             | Prata             |
| Tiago Pereira             | Triplo Salto        | 16.36         | 25º lugar     | Não se qualificou | Não se qualificou |

Legenda
| Recorde mundial      | Recorde mundial (World record)               |                       | Recorde africano                      | Recorde africano (African) |                                           | Q | Classificado por posição (Qualified) |
| Recorde olímpico     | Recorde olímpico (Olympic record)            | Recorde da América    | Recorde da América (Americas)         | q                          | Classificado por melhor tempo (Qualified) |   |                                      |
| Melhor marca do ano  | Melhor marca do ano (World leading)          | Recorde asiático      | Recorde asiático (Asian)              | DNS                        | Não largou (Did not start)                |   |                                      |
| Recorde nacional     | Recorde nacional (National record)           | Recorde europeu       | Recorde europeu (European)            | DNF                        | Não terminou (Did not finish)             |   |                                      |
| Recorde pessoal      | Recorde pessoal do atleta (Personal best)    | Recorde da Oceania    | Recorde da Oceania (Oceania)          | DSQ / DQ                   | Desclassificado (Disqualified)            |   |                                      |
| Recorde da temporada | Recorde da temporada do atleta (Season best) | Recorde sul-americano | Recorde sul-americano (South America) | NM                         | Sem marca (No mark)                       |   |                                      |

### Evento de pista e estrada
| Atleta                       | Prova          | Ronda Preliminar | Ronda Preliminar | Ronda 1  | Ronda 1           | Repescagem | Repescagem    | Meias-FInais      | Meias-FInais      | Final             | Final     |
| Atleta                       | Prova          | Tempo            | Posição          | Tempo    | Posição           | Tempo      | Posição       | Tempo             | Posição           | Tempo             | Posição   |
| ---------------------------- | -------------- | ---------------- | ---------------- | -------- | ----------------- | ---------- | ------------- | ----------------- | ----------------- | ----------------- | --------- |
| Lorène Bazolo                | 100m           |                  |                  | 11.38    | 5º lugar (S1)     |            |               | Não se qualificou | Não se qualificou | Não se qualificou | 44º lugar |
| Lorène Bazolo                | 200m           |                  |                  | 23.10    | 5º lugar (S1) Rep | 23.08      | 4º lugar (S1) | Não se qualificou | Não se qualificou | Não se qualificou | 30º lugar |
| Cátia Azevedo                | 400m           |                  |                  | 52.73    | 8º lugar (S3) Rep | 52.04      | 5º lugar (S3) | Não se qualificou | Não se qualificou | Não se qualificou | 38º lugar |
| Fatoumata Diallo (Estreante) | 400m barreiras |                  |                  | 54.75    | 2º lugar (S1) Q   |            |               | 54.93             | 6º lugar (S2)     | Não se qualificou | 17º lugar |
| Salomé Afonso                | 1500m          |                  |                  | 4:04.42  | 5º lugar (S3) Q   |            |               | 3:59.96           | 12º lugar (S2)    | Não se qualificou | 16º lugar |
| Mariana Machado (Estreante)  | 5000m          |                  |                  | 15:23.26 | 11º lugar (S1)    |            |               |                   |                   | Não se qualificou | 28º lugar |
| Ana Cabecinha                | 20km Marcha    |                  |                  |          |                   |            |               |                   |                   | 1:46:30           | 43º lugar |
| Vitória Oliveira (Estreante) | 20km Marcha    | 1:36:22          | 38º lugar        |          |                   |            |               |                   |                   |                   |           |
| Susana Godinho (Estreante)   | Maratona       | 2:35:57          | 57º lugar        |          |                   |            |               |                   |                   |                   |           |

| Atleta                    | Prova    | Ronda Preliminar | Ronda Preliminar | Ronda 1 | Ronda 1            | Repescagem | Repescagem    | Meias-FInais      | Meias-FInais      | Final             | Final     |
| Atleta                    | Prova    | Tempo            | Posição          | Tempo   | Posição            | Tempo      | Posição       | Tempo             | Posição           | Tempo             | Posição   |
| ------------------------- | -------- | ---------------- | ---------------- | ------- | ------------------ | ---------- | ------------- | ----------------- | ----------------- | ----------------- | --------- |
| João Coelho (Estreante)   | 400m     |                  |                  | 45.35   | 4º lugar (S6) Rep. | 45.64      | 5º lugar (S4) | Não se qualificou | Não se qualificou | Não se qualificou | 13º lugar |
| Isaac Nader (Estreante)   | 1500m    |                  |                  | 3:35.44 | 6º lugar (S2) Q    |            |               | 3:34.75           | 8º lugar (S1)     | Não se qualificou | 20º lugar |
| Samuel Barata (Estreante) | Maratona |                  |                  |         |                    |            |               |                   |                   | 2:13:23           | 48º lugar |

Legenda
| Recorde mundial      | Recorde mundial (World record)               |                       | Recorde africano                      | Recorde africano (African) |                                           | Q | Classificado por posição (Qualified) |
| Recorde olímpico     | Recorde olímpico (Olympic record)            | Recorde da América    | Recorde da América (Americas)         | q                          | Classificado por melhor tempo (Qualified) |   |                                      |
| Melhor marca do ano  | Melhor marca do ano (World leading)          | Recorde asiático      | Recorde asiático (Asian)              | DNS                        | Não largou (Did not start)                |   |                                      |
| Recorde nacional     | Recorde nacional (National record)           | Recorde europeu       | Recorde europeu (European)            | DNF                        | Não terminou (Did not finish)             |   |                                      |
| Recorde pessoal      | Recorde pessoal do atleta (Personal best)    | Recorde da Oceania    | Recorde da Oceania (Oceania)          | DSQ / DQ                   | Desclassificado (Disqualified)            |   |                                      |
| Recorde da temporada | Recorde da temporada do atleta (Season best) | Recorde sul-americano | Recorde sul-americano (South America) | NM                         | Sem marca (No mark)                       |   |                                      |

## Breaking
A confirmação da presença em Paris 2024 aconteceu na última etapa das Olympic Qualifying Series disputada em Budapeste, onde Vanessa Marina foi 11.ª classificada.
| Atleta                     | Evento  | Fase de Grupos        | Fase de Grupos        | Fase de Grupos        | Fase de Grupos | Quartos de Final      | Quartos de Final  | Meias Finais          | Meias Finais      | Final / BM            | Final / BM |
| Atleta                     | Evento  | Adversário/ Resultado | Adversário/ Resultado | Adversário/ Resultado | Posição        | Adversário/ Resultado | Posição           | Adversário/ Resultado | Posição           | Adversário/ Resultado | Posição    |
| -------------------------- | ------- | --------------------- | --------------------- | --------------------- | -------------- | --------------------- | ----------------- | --------------------- | ----------------- | --------------------- | ---------- |
| Vanessa Marina (Estreante) | B-Girls | India D 0-2           | 671 D 0-2             | Sunny D 0-2           | 4º lugar (GA)  | Não se qualificou     | Não se qualificou | Não se qualificou     | Não se qualificou | Não se qualificou     | 9º lugar   |

Legenda
| Recorde mundial      | Recorde mundial (World record)               |                       | Recorde africano                      | Recorde africano (African) |                                           | Q | Classificado por posição (Qualified) |
| Recorde olímpico     | Recorde olímpico (Olympic record)            | Recorde da América    | Recorde da América (Americas)         | q                          | Classificado por melhor tempo (Qualified) |   |                                      |
| Melhor marca do ano  | Melhor marca do ano (World leading)          | Recorde asiático      | Recorde asiático (Asian)              | DNS                        | Não largou (Did not start)                |   |                                      |
| Recorde nacional     | Recorde nacional (National record)           | Recorde europeu       | Recorde europeu (European)            | DNF                        | Não terminou (Did not finish)             |   |                                      |
| Recorde pessoal      | Recorde pessoal do atleta (Personal best)    | Recorde da Oceania    | Recorde da Oceania (Oceania)          | DSQ / DQ                   | Desclassificado (Disqualified)            |   |                                      |
| Recorde da temporada | Recorde da temporada do atleta (Season best) | Recorde sul-americano | Recorde sul-americano (South America) | NM                         | Sem marca (No mark)                       |   |                                      |

## Canoagem

### Velocidade
Os canoístas portugueses qualificaram as canoas em cada uma das seguintes distâncias para os Jogos através do Campeonato Mundial de Canoagem Sprint da ICF de 2023, em Duisburg, Alemanha.
| Atleta         | Prova   | Eliminatórias | Eliminatórias    | Quartos Final | Quartos Final   | Meias Finais | Meias Finais     | Final   | Final                | Final   | Final   |
| Atleta         | Prova   | Eliminatórias | Eliminatórias    | Quartos Final | Quartos Final   | Meias Finais | Meias Finais     | Final B | Final B              | Final A | Final A |
| Atleta         | Prova   | Tempo         | Posição          | Tempo         | Posição         | Tempo        | Posição          | Tempo   | Posição              | Tempo   | Posição |
| -------------- | ------- | ------------- | ---------------- | ------------- | --------------- | ------------ | ---------------- | ------- | -------------------- | ------- | ------- |
| Teresa Portela | K1 500m | 1:51.03       | 3º lugar (S6) QF | 1:52.40       | 4º lugar (S2) Q | 1:50.28      | 3º lugar (S4) FB | 1:52.38 | 2º lugar (10º lugar) |         |         |

| Atleta                        | Prova    | Eliminatórias | Eliminatórias   | Quartos Final | Quartos Final | Meias Finais | Meias Finais    | Final   | Final   | Final   | Final    |
| Atleta                        | Prova    | Eliminatórias | Eliminatórias   | Quartos Final | Quartos Final | Meias Finais | Meias Finais    | Final B | Final B | Final A | Final A  |
| Atleta                        | Prova    | Tempo         | Posição         | Tempo         | Posição       | Tempo        | Posição         | Tempo   | Posição | Tempo   | Posição  |
| ----------------------------- | -------- | ------------- | --------------- | ------------- | ------------- | ------------ | --------------- | ------- | ------- | ------- | -------- |
| Fernando Pimenta              | K1 1000m | 3:29.76       | 1º lugar (S1) Q |               |               | 3:29.14      | 2º lugar (S1) Q |         |         | 1:52.38 | 6º lugar |
| João Ribeiro Messias Baptista | K2 500m  | 1:28.10       | 2º lugar (S1) Q |               |               | 1:27.64      | 3º lugar (S2) Q |         |         | 1:27.82 | 6º lugar |

Legenda
| Recorde mundial      | Recorde mundial (World record)               |                       | Recorde africano                      | Recorde africano (African) |                                           | Q | Classificado por posição (Qualified) |
| Recorde olímpico     | Recorde olímpico (Olympic record)            | Recorde da América    | Recorde da América (Americas)         | q                          | Classificado por melhor tempo (Qualified) |   |                                      |
| Melhor marca do ano  | Melhor marca do ano (World leading)          | Recorde asiático      | Recorde asiático (Asian)              | DNS                        | Não largou (Did not start)                |   |                                      |
| Recorde nacional     | Recorde nacional (National record)           | Recorde europeu       | Recorde europeu (European)            | DNF                        | Não terminou (Did not finish)             |   |                                      |
| Recorde pessoal      | Recorde pessoal do atleta (Personal best)    | Recorde da Oceania    | Recorde da Oceania (Oceania)          | DSQ / DQ                   | Desclassificado (Disqualified)            |   |                                      |
| Recorde da temporada | Recorde da temporada do atleta (Season best) | Recorde sul-americano | Recorde sul-americano (South America) | NM                         | Sem marca (No mark)                       |   |                                      |

## Ciclismo

### Estrada
O ranking final das nações 2023 pela UCI que atribui as vagas de cada país para a competição de estrada nos Jogos Olímpicos Paris 2024, com Portugal a confirmar dois lugares na competição masculina e um na feminina.
| Atleta                     | Prova              | Tempo   | Posição   |
| -------------------------- | ------------------ | ------- | --------- |
| Daniela Campos (Estreante) | Corrida de estrada | 4:07:16 | 41º lugar |

| Atleta          | Prova              | Tempo    | Posição   |
| --------------- | ------------------ | -------- | --------- |
| Nelson Oliveira | Corrida de estrada | 6:23:16  | 33º lugar |
| Nelson Oliveira | Contrarelógio      | 37:43.15 | 7º lugar  |
| Rui Costa       | Corrida de estrada | 6:26:57  | 46º lugar |
| Rui Costa       | Contrarelógio      | 39:00.07 | 25º lugar |

Legenda
| Recorde mundial      | Recorde mundial (World record)               |                       | Recorde africano                      | Recorde africano (African) |                                           | Q | Classificado por posição (Qualified) |
| Recorde olímpico     | Recorde olímpico (Olympic record)            | Recorde da América    | Recorde da América (Americas)         | q                          | Classificado por melhor tempo (Qualified) |   |                                      |
| Melhor marca do ano  | Melhor marca do ano (World leading)          | Recorde asiático      | Recorde asiático (Asian)              | DNS                        | Não largou (Did not start)                |   |                                      |
| Recorde nacional     | Recorde nacional (National record)           | Recorde europeu       | Recorde europeu (European)            | DNF                        | Não terminou (Did not finish)             |   |                                      |
| Recorde pessoal      | Recorde pessoal do atleta (Personal best)    | Recorde da Oceania    | Recorde da Oceania (Oceania)          | DSQ / DQ                   | Desclassificado (Disqualified)            |   |                                      |
| Recorde da temporada | Recorde da temporada do atleta (Season best) | Recorde sul-americano | Recorde sul-americano (South America) | NM                         | Sem marca (No mark)                       |   |                                      |

### Ciclismo
| R   | Classificado(a) para a repescagem       |  |  |
| REL | Relegado (Relegated)                    |  |  |
| OVL | Alcançado pelo líder (Overlapped)       |  |  |
| LAP | Ultrapassado pelo líder (Lapped)        |  |  |
| OTL | Acima do tempo limite (Over Time Limit) |  |  |

### Montanha
Portugal vai estar representado nas provas de BTT nos Jogos Olímpicos Paris-2024, «tendo garantido uma vaga para a prova feminina de XCO (cross-country olímpico) através do ranking olímpico», confirmou a Federação Portuguesa de Ciclismo (FPC).
| Atleta         | Prova         | Tempo      | Posição   |
| -------------- | ------------- | ---------- | --------- |
| Raquel Queirós | Cross-country | - 2 voltas | 29º lugar |

Legenda
| Recorde mundial      | Recorde mundial (World record)               |                       | Recorde africano                      | Recorde africano (African) |                                           | Q | Classificado por posição (Qualified) |
| Recorde olímpico     | Recorde olímpico (Olympic record)            | Recorde da América    | Recorde da América (Americas)         | q                          | Classificado por melhor tempo (Qualified) |   |                                      |
| Melhor marca do ano  | Melhor marca do ano (World leading)          | Recorde asiático      | Recorde asiático (Asian)              | DNS                        | Não largou (Did not start)                |   |                                      |
| Recorde nacional     | Recorde nacional (National record)           | Recorde europeu       | Recorde europeu (European)            | DNF                        | Não terminou (Did not finish)             |   |                                      |
| Recorde pessoal      | Recorde pessoal do atleta (Personal best)    | Recorde da Oceania    | Recorde da Oceania (Oceania)          | DSQ / DQ                   | Desclassificado (Disqualified)            |   |                                      |
| Recorde da temporada | Recorde da temporada do atleta (Season best) | Recorde sul-americano | Recorde sul-americano (South America) | NM                         | Sem marca (No mark)                       |   |                                      |

### Ciclismo
| R   | Classificado(a) para a repescagem       |  |  |
| REL | Relegado (Relegated)                    |  |  |
| OVL | Alcançado pelo líder (Overlapped)       |  |  |
| LAP | Ultrapassado pelo líder (Lapped)        |  |  |
| OTL | Acima do tempo limite (Over Time Limit) |  |  |

### Pista
Estão confirmados mais três atletas na Equipa Portugal que participará nos próximos Jogos Olímpicos. A União Ciclista Internacional homologou o ranking de qualificação olímpica e a Equipa Portugal terá em Paris 2024 três ciclistas para participar nas competições de Ciclismo de Pista: dois na prova de Madison masculino e uma na prova de Omnium feminino.

#### Madison
| Atleta                                             | Prova   | Sprint | Sprint | Sprint | Sprint | Sprint | Sprint | Sprint | Sprint | Sprint | Sprint | Sprint | Sprint | Sprint | Sprint | Sprint | Sprint | Sprint | Sprint | Sprint | Sprint | Voltas | Voltas | Total de pontos | Posição |
| Atleta                                             | Prova   | 1      | 2      | 3      | 4      | 5      | 6      | 7      | 8      | 9      | 10     | 11     | 12     | 13     | 14     | 15     | 16     | 17     | 18     | 19     | 20     | +      | -      | Total de pontos | Posição |
| -------------------------------------------------- | ------- | ------ | ------ | ------ | ------ | ------ | ------ | ------ | ------ | ------ | ------ | ------ | ------ | ------ | ------ | ------ | ------ | ------ | ------ | ------ | ------ | ------ | ------ | --------------- | ------- |
| Iuri Leitão (Estreantes) Rui Oliveira (Estreantes) | Madison |        |        |        | 5      | 3      |        |        |        |        |        |        |        |        |        |        | 2      | 6      | 5      | 5      | 10     | 20     |        | 55              | Ouro    |

#### Omnium
| Atleta        | Prova  | Corrida de scratch | Corrida de scratch | Corrida de tempo | Corrida de tempo | Corrida de eliminação | Corrida de eliminação | Corrida por pontos | Corrida por pontos | Total de pontos | Posição   |
| Atleta        | Prova  | Posição            | Pontos             | Posição          | Pontos           | Posição               | Pontos                | Posição            | Pontos             | Total de pontos | Posição   |
| ------------- | ------ | ------------------ | ------------------ | ---------------- | ---------------- | --------------------- | --------------------- | ------------------ | ------------------ | --------------- | --------- |
| Maria Martins | Omnium | 13º lugar          | 16                 | 8º lugar         | 26               | 15º lugar             | 12                    | 14º lugar          | 7                  | 61              | 14º lugar |

| Atleta                   | Prova  | Corrida de scratch | Corrida de scratch | Corrida de tempo | Corrida de tempo | Corrida de eliminação | Corrida de eliminação | Corrida por pontos | Corrida por pontos | Total de pontos | Posição |
| Atleta                   | Prova  | Posição            | Pontos             | Posição          | Pontos           | Posição               | Pontos                | Posição            | Pontos             | Total de pontos | Posição |
| ------------------------ | ------ | ------------------ | ------------------ | ---------------- | ---------------- | --------------------- | --------------------- | ------------------ | ------------------ | --------------- | ------- |
| Iuri Leitão (Estreantes) | Omnium | 7º lugar           | 28                 | 2º lugar         | 38               | 7º lugar              | 28                    | 2º lugar           | 59                 | 153             | Prata   |

Legenda
| Recorde mundial      | Recorde mundial (World record)               |                       | Recorde africano                      | Recorde africano (African) |                                           | Q | Classificado por posição (Qualified) |
| Recorde olímpico     | Recorde olímpico (Olympic record)            | Recorde da América    | Recorde da América (Americas)         | q                          | Classificado por melhor tempo (Qualified) |   |                                      |
| Melhor marca do ano  | Melhor marca do ano (World leading)          | Recorde asiático      | Recorde asiático (Asian)              | DNS                        | Não largou (Did not start)                |   |                                      |
| Recorde nacional     | Recorde nacional (National record)           | Recorde europeu       | Recorde europeu (European)            | DNF                        | Não terminou (Did not finish)             |   |                                      |
| Recorde pessoal      | Recorde pessoal do atleta (Personal best)    | Recorde da Oceania    | Recorde da Oceania (Oceania)          | DSQ / DQ                   | Desclassificado (Disqualified)            |   |                                      |
| Recorde da temporada | Recorde da temporada do atleta (Season best) | Recorde sul-americano | Recorde sul-americano (South America) | NM                         | Sem marca (No mark)                       |   |                                      |

### Ciclismo
| R   | Classificado(a) para a repescagem       |  |  |
| REL | Relegado (Relegated)                    |  |  |
| OVL | Alcançado pelo líder (Overlapped)       |  |  |
| LAP | Ultrapassado pelo líder (Lapped)        |  |  |
| OTL | Acima do tempo limite (Over Time Limit) |  |  |

## Equestre
A Equipa Portugal conseguiu mais uma quota para os Jogos Olímpicos Paris 2024 com a confirmação da qualificação da equipa de Dressage pela Federação Equestre Internacional (FEI). A qualificação da equipa de Dressage significa que Portugal levará três cavaleiros a Paris 2024, que participarão tanto na competição de equipas, como na prova individual.

### Concurso Completo de Equitação
Esta quota foi atribuída à Equipa Portugal por realocação e será ocupada pelo cavaleiro Manuel Grave, que cumpre os requisitos de elegibilidade definidos pela Federação Equestre Portuguesa e pela Federação Equestre Internacional.
| Atleta                   | Cavalo          | Prova      | Dressage   | Dressage  | Cross-country                         | Cross-country                         | Saltos (Fase 1)                       | Saltos (Fase 1)                       | Saltos (Fase 2)                       | Saltos (Fase 2)                       |
| Atleta                   | Cavalo          | Prova      | Perfomance | Posição   | Perfomance                            | Posição                               | Perfomance                            | Posição                               | Perfomance                            | Posição                               |
| ------------------------ | --------------- | ---------- | ---------- | --------- | ------------------------------------- | ------------------------------------- | ------------------------------------- | ------------------------------------- | ------------------------------------- | ------------------------------------- |
| Manuel Grave (Estreante) | Carat de Bremoy | Individual | 40.90      | 59º lugar | Eliminado em Cross-country após queda | Eliminado em Cross-country após queda | Eliminado em Cross-country após queda | Eliminado em Cross-country após queda | Eliminado em Cross-country após queda | Eliminado em Cross-country após queda |

### Dressage
António do Vale, reserva da equipa de Dressage, substituiu João Moreira, devido a uma intervenção cirúrgica urgente a que o cavalo Furst Kennedy Old foi submetido.
| Atleta                                                                  | Cavalo      | Prova      | Grande Prémio | Grande Prémio      | Grande Prémio Especial | Grande Prémio Especial | Grande Prémio Freestyle | Grande Prémio Freestyle |
| Atleta                                                                  | Cavalo      | Prova      | Perfomance    | Posição            | Perfomance             | Posição                | Perfomance              | Posição                 |
| ----------------------------------------------------------------------- | ----------- | ---------- | ------------- | ------------------ | ---------------------- | ---------------------- | ----------------------- | ----------------------- |
| Maria Caetano                                                           | Hit Plus    | Individual | 66.630        | 8º lugar (Grupo C) |                        |                        | Não se qualificou       | Não se qualificou       |
| Rita Ralão Duarte (Estreante)                                           | Irão        | Individual | 68.261        | 8º lugar (Grupo F) | Não se qualificou      | Não se qualificou      |                         |                         |
| António do Vale (Estreante)                                             | Fine Fellow | Individual | 66.910        | 8º lugar (Grupo B) | Não se qualificou      | Não se qualificou      |                         |                         |
| Maria Caetano Rita Ralão Duarte (Estreante) António do Vale (Estreante) | Ver acima   | Equipa     | 201.801       | 12º lugar          | Não se qualificam      | Não se qualificam      |                         |                         |

### Salto de Obstáculos
| Atleta                    | Cavalo     | Evento     | Qualificação | Qualificação | Qualificação | Final             | Final             | Final             |
| Atleta                    | Cavalo     | Evento     | Tempo        | Penalidades  | Posição      | Tempo             | Penalidades       | Posição           |
| ------------------------- | ---------- | ---------- | ------------ | ------------ | ------------ | ----------------- | ----------------- | ----------------- |
| Duarte Seabra (Estreante) | Dourados 2 | Individual | 76.27        | 8            | 48º lugar    | Não se qualificou | Não se qualificou | Não se qualificou |

Legenda
| Recorde mundial      | Recorde mundial (World record)               |                       | Recorde africano                      | Recorde africano (African) |                                           | Q | Classificado por posição (Qualified) |
| Recorde olímpico     | Recorde olímpico (Olympic record)            | Recorde da América    | Recorde da América (Americas)         | q                          | Classificado por melhor tempo (Qualified) |   |                                      |
| Melhor marca do ano  | Melhor marca do ano (World leading)          | Recorde asiático      | Recorde asiático (Asian)              | DNS                        | Não largou (Did not start)                |   |                                      |
| Recorde nacional     | Recorde nacional (National record)           | Recorde europeu       | Recorde europeu (European)            | DNF                        | Não terminou (Did not finish)             |   |                                      |
| Recorde pessoal      | Recorde pessoal do atleta (Personal best)    | Recorde da Oceania    | Recorde da Oceania (Oceania)          | DSQ / DQ                   | Desclassificado (Disqualified)            |   |                                      |
| Recorde da temporada | Recorde da temporada do atleta (Season best) | Recorde sul-americano | Recorde sul-americano (South America) | NM                         | Sem marca (No mark)                       |   |                                      |

## Ginástica

### Artística
Filipa Martins assegurou a presença nos Jogos Olímpicos Paris 2024 graças ao 27.º lugar na qualificação e apurou-se para a final do All-Around no Campeonato do Mundo de Ginástica Artística que está a decorrer em Antuérpia, na Bélgica.
| Atleta         | Evento     | Qualificação | Qualificação           | Qualificação | Qualificação | Qualificação | Qualificação | Final    | Final                  | Final    | Final    | Final  | Final     |
| Atleta         | Evento     | Aparelho     | Aparelho               | Aparelho     | Aparelho     | Total        | Posição      | Aparelho | Aparelho               | Aparelho | Aparelho | Total  | Posição   |
| Atleta         | Evento     | Salto        | Paralelas Assimétricas | Trave        | Solo         | Total        | Posição      | Salto    | Paralelas Assimétricas | Trave    | Solo     | Total  | Posição   |
| -------------- | ---------- | ------------ | ---------------------- | ------------ | ------------ | ------------ | ------------ | -------- | ---------------------- | -------- | -------- | ------ | --------- |
| Filipa Martins | All-around | 14.133       | 13.800                 | 12.600       | 12.633       | 53.166       | 18º lugar Q  | 12.500   | 13.566                 | 12.700   | 12.466   | 51.232 | 20º lugar |

### Trampolim
| Atleta                          | Evento    | Qualificação | Qualificação | Qualificação | Final     | Final    |
| Atleta                          | Evento    | Pontuação    | Pontuação    | Posição      | Pontuação | Posição  |
| Atleta                          | Evento    | 1º mão       | 2º mão       | Posição      | Pontuação | Posição  |
| ------------------------------- | --------- | ------------ | ------------ | ------------ | --------- | -------- |
| Gabriel Albuquerque (Estreante) | Masculino | 59.750       | 31.070       | 5º lugar Q   | 59.740    | 5º lugar |

Legenda
| Recorde mundial      | Recorde mundial (World record)               |                       | Recorde africano                      | Recorde africano (African) |                                           | Q | Classificado por posição (Qualified) |
| Recorde olímpico     | Recorde olímpico (Olympic record)            | Recorde da América    | Recorde da América (Americas)         | q                          | Classificado por melhor tempo (Qualified) |   |                                      |
| Melhor marca do ano  | Melhor marca do ano (World leading)          | Recorde asiático      | Recorde asiático (Asian)              | DNS                        | Não largou (Did not start)                |   |                                      |
| Recorde nacional     | Recorde nacional (National record)           | Recorde europeu       | Recorde europeu (European)            | DNF                        | Não terminou (Did not finish)             |   |                                      |
| Recorde pessoal      | Recorde pessoal do atleta (Personal best)    | Recorde da Oceania    | Recorde da Oceania (Oceania)          | DSQ / DQ                   | Desclassificado (Disqualified)            |   |                                      |
| Recorde da temporada | Recorde da temporada do atleta (Season best) | Recorde sul-americano | Recorde sul-americano (South America) | NM                         | Sem marca (No mark)                       |   |                                      |

## Judo
Portugal qualificou 6 judocas para cada uma das seguintes categorias de peso nos Jogos.
Mais uma vaga após realocação.
| Atleta                | Prova  | Ronda de 32            | Oitavos Final            | Quartos Final         | Repescagem            | Meias Finais          | Final / BM           | Final / BM |
| Atleta                | Prova  | Adversário/ Resultado  | Adversário/ Resultado    | Adversário/ Resultado | Adversário/ Resultado | Adversário/ Resultado | Adversário           | Posição    |
| --------------------- | ------ | ---------------------- | ------------------------ | --------------------- | --------------------- | --------------------- | -------------------- | ---------- |
| Catarina Costa        | - 48kg | Khatarina Meinz V 1-0  | Gabriela Narvaez D 0-10  | Não se qualificou     | Não se qualificou     | Não se qualificou     | Não se qualificou    | 9º lugar   |
| Bárbara Timo          | - 63kg | Kim Jisu D 0-10        | Não se qualificou        | Não se qualificou     | Não se qualificou     | Não se qualificou     | Não se qualificou    | 17º lugar  |
| Taís Pina (Estreante) | - 70kg | Kim Polling D 0-1      | Não se qualificou        | Não se qualificou     | Não se qualificou     | Não se qualificou     | Não se qualificou    | 17º lugar  |
| Patrícia Sampaio      | - 78kg | Zeddy Cherotich V 0-10 | Madeleine Malonga V 0-10 | Zhenzhao Ma V 0-10    |                       | Alice Bellandi D 1-0  | Rika Takayama V 0-10 | Bronze     |
| Rochele Nunes         | +78kg  | Sarra Mzougui V 10-0   | Larisa Ceric D 0-10      | Não se qualificou     | Não se qualificou     | Não se qualificou     | Não se qualificou    | 9º lugar   |

| Atleta                    | Prova  | Ronda de 32             | Oitavos Final         | Quartos Final         | Repescagem            | Meias Finais          | Final / BM        | Final / BM |
| Atleta                    | Prova  | Adversário/ Resultado   | Adversário/ Resultado | Adversário/ Resultado | Adversário/ Resultado | Adversário/ Resultado | Adversário        | Posição    |
| ------------------------- | ------ | ----------------------- | --------------------- | --------------------- | --------------------- | --------------------- | ----------------- | ---------- |
| João Fernando (Estreante) | - 81kg | François Drapeau D 0-10 | Não se qualificou     | Não se qualificou     | Não se qualificou     | Não se qualificou     | Não se qualificou | 17º lugar  |
| Jorge Fonseca             | −100kg |                         | Aaron Wolf D 0-10     | Não se qualificou     | Não se qualificou     | Não se qualificou     | Não se qualificou | 9º lugar   |

Legenda: V = Vencedor(a); D= Derrotado(a)
Legenda
| Recorde mundial      | Recorde mundial (World record)               |                       | Recorde africano                      | Recorde africano (African) |                                           | Q | Classificado por posição (Qualified) |
| Recorde olímpico     | Recorde olímpico (Olympic record)            | Recorde da América    | Recorde da América (Americas)         | q                          | Classificado por melhor tempo (Qualified) |   |                                      |
| Melhor marca do ano  | Melhor marca do ano (World leading)          | Recorde asiático      | Recorde asiático (Asian)              | DNS                        | Não largou (Did not start)                |   |                                      |
| Recorde nacional     | Recorde nacional (National record)           | Recorde europeu       | Recorde europeu (European)            | DNF                        | Não terminou (Did not finish)             |   |                                      |
| Recorde pessoal      | Recorde pessoal do atleta (Personal best)    | Recorde da Oceania    | Recorde da Oceania (Oceania)          | DSQ / DQ                   | Desclassificado (Disqualified)            |   |                                      |
| Recorde da temporada | Recorde da temporada do atleta (Season best) | Recorde sul-americano | Recorde sul-americano (South America) | NM                         | Sem marca (No mark)                       |   |                                      |

## Natação
Os nadadores portugueses alcançaram ainda os mínimos olímpicos nas seguintes provas (até um máximo de 2 nadadores por prova no Tempo de Qualificação Olímpica (OQT) e, potencialmente, 1 no Tempo de Seleção Olímpica (OST)):
| Atleta                    | Prova              | Eliminatórias | Eliminatórias | Meia Final        | Meia Final        | Final             | Final             |
| Atleta                    | Prova              | Tempo         | Posição       | Tempo             | Posição           | Tempo             | Posição           |
| ------------------------- | ------------------ | ------------- | ------------- | ----------------- | ----------------- | ----------------- | ----------------- |
| Camila Rebelo (Estreante) | 200m costas        | 2:11.26       | 19º lugar     | Não se qualificou | Não se qualificou | Não se qualificou | Não se qualificou |
| Angélica André            | 10km águas abertas |               |               |                   |                   | 2:06:17.0         | 12º lugar         |

| Atleta                        | Prova         | Eliminatórias | Eliminatórias | Meia Final        | Meia Final        | Final             | Final             |
| Atleta                        | Prova         | Tempo         | Posição       | Tempo             | Posição           | Tempo             | Posição           |
| ----------------------------- | ------------- | ------------- | ------------- | ----------------- | ----------------- | ----------------- | ----------------- |
| Diogo Ribeiro (Estreante)     | 50m livres    | 21.91         | 13º lugar Q   | 22.01             | 16º lugar         | Não se qualificou | Não se qualificou |
| Diogo Ribeiro (Estreante)     | 100m livres   | 48.88         | 28º lugar     | Não se qualificou | Não se qualificou | Não se qualificou | Não se qualificou |
| Diogo Ribeiro (Estreante)     | 100m mariposa | 51.90         | 20º lugar     | Não se qualificou | Não se qualificou | Não se qualificou | Não se qualificou |
| Miguel Nascimento (Estreante) | 50m livres    | 22.49         | 36º lugar     | Não se qualificou | Não se qualificou | Não se qualificou | Não se qualificou |
| João Costa (Estreante)        | 100m costas   | 54.90         | 32º lugar     | Não se qualificou | Não se qualificou | Não se qualificou | Não se qualificou |

Legenda
| Recorde mundial      | Recorde mundial (World record)               |                       | Recorde africano                      | Recorde africano (African) |                                           | Q | Classificado por posição (Qualified) |
| Recorde olímpico     | Recorde olímpico (Olympic record)            | Recorde da América    | Recorde da América (Americas)         | q                          | Classificado por melhor tempo (Qualified) |   |                                      |
| Melhor marca do ano  | Melhor marca do ano (World leading)          | Recorde asiático      | Recorde asiático (Asian)              | DNS                        | Não largou (Did not start)                |   |                                      |
| Recorde nacional     | Recorde nacional (National record)           | Recorde europeu       | Recorde europeu (European)            | DNF                        | Não terminou (Did not finish)             |   |                                      |
| Recorde pessoal      | Recorde pessoal do atleta (Personal best)    | Recorde da Oceania    | Recorde da Oceania (Oceania)          | DSQ / DQ                   | Desclassificado (Disqualified)            |   |                                      |
| Recorde da temporada | Recorde da temporada do atleta (Season best) | Recorde sul-americano | Recorde sul-americano (South America) | NM                         | Sem marca (No mark)                       |   |                                      |

## Skate

### Rua
A confirmação da notícia aconteceu na última etapa das Olympic Qualifying Series disputada em Budapeste. 
| Atleta          | Evento | Eliminatórias | Eliminatórias | Final             | Final             |
| Atleta          | Evento | Pontos        | Posição       | Pontos            | Posição           |
| --------------- | ------ | ------------- | ------------- | ----------------- | ----------------- |
| Gustavo Ribeiro | Rua    | 142.14        | 17º lugar     | Não se qualificou | Não se qualificou |

Legenda
| Recorde mundial      | Recorde mundial (World record)               |                       | Recorde africano                      | Recorde africano (African) |                                           | Q | Classificado por posição (Qualified) |
| Recorde olímpico     | Recorde olímpico (Olympic record)            | Recorde da América    | Recorde da América (Americas)         | q                          | Classificado por melhor tempo (Qualified) |   |                                      |
| Melhor marca do ano  | Melhor marca do ano (World leading)          | Recorde asiático      | Recorde asiático (Asian)              | DNS                        | Não largou (Did not start)                |   |                                      |
| Recorde nacional     | Recorde nacional (National record)           | Recorde europeu       | Recorde europeu (European)            | DNF                        | Não terminou (Did not finish)             |   |                                      |
| Recorde pessoal      | Recorde pessoal do atleta (Personal best)    | Recorde da Oceania    | Recorde da Oceania (Oceania)          | DSQ / DQ                   | Desclassificado (Disqualified)            |   |                                      |
| Recorde da temporada | Recorde da temporada do atleta (Season best) | Recorde sul-americano | Recorde sul-americano (South America) | NM                         | Sem marca (No mark)                       |   |                                      |

### Parque
Mais uma estreia na Equipa Portugal nos Jogos Olímpicos Paris 2024 com a qualificação para a vertente de Parque, após os Olympic Qualifiyng Series, em Budapeste, Hungria.
| Atleta                     | Evento | Eliminatórias | Eliminatórias | Final             | Final             |
| Atleta                     | Evento | Pontos        | Posição       | Pontos            | Posição           |
| -------------------------- | ------ | ------------- | ------------- | ----------------- | ----------------- |
| Thomas Augusto (Estreante) | Parque | 81.75         | 13º lugar     | Não se qualificou | Não se qualificou |

Legenda
| Recorde mundial      | Recorde mundial (World record)               |                       | Recorde africano                      | Recorde africano (African) |                                           | Q | Classificado por posição (Qualified) |
| Recorde olímpico     | Recorde olímpico (Olympic record)            | Recorde da América    | Recorde da América (Americas)         | q                          | Classificado por melhor tempo (Qualified) |   |                                      |
| Melhor marca do ano  | Melhor marca do ano (World leading)          | Recorde asiático      | Recorde asiático (Asian)              | DNS                        | Não largou (Did not start)                |   |                                      |
| Recorde nacional     | Recorde nacional (National record)           | Recorde europeu       | Recorde europeu (European)            | DNF                        | Não terminou (Did not finish)             |   |                                      |
| Recorde pessoal      | Recorde pessoal do atleta (Personal best)    | Recorde da Oceania    | Recorde da Oceania (Oceania)          | DSQ / DQ                   | Desclassificado (Disqualified)            |   |                                      |
| Recorde da temporada | Recorde da temporada do atleta (Season best) | Recorde sul-americano | Recorde sul-americano (South America) | NM                         | Sem marca (No mark)                       |   |                                      |

## Surf
Os surfistas portugueses confirmaram um  lugar na quota de prancha curta para o Taiti. A atleta olímpica de Tóquio 2020, Teresa Bonvalot, terminou entre as oito primeiras qualificadas no ranking da World Surf League de 2023. 
| Atleta          | Prova                  | Ronda 1                          | Repescagem                  | Oitavos Final                | Quartos Final         | Meia Final            | Final / BM            | Final / BM |
| Atleta          | Prova                  | Adversário/ Resultado            | Adversário/ Resultado       | Adversário/ Resultado        | Adversário/ Resultado | Adversário/ Resultado | Adversário/ Resultado | Posição    |
| --------------- | ---------------------- | -------------------------------- | --------------------------- | ---------------------------- | --------------------- | --------------------- | --------------------- | ---------- |
| Teresa Bonvalot | Prancha curta feminina | Carissa Moore Shino Matsuda 3º R | Shino Matsuda D 9.77 - 6.84 | Não se qualificou            | Não se qualificou     | Não se qualificou     | Não se qualificou     | 17º lugar  |
| Yolanda Hopkins | Prancha curta feminina | Caroline Marks Sarah Baum 3º R   | Saffi Vette V 4.67 - 1.27   | Brisa Henessy D 12.34 - 9.90 | Não se qualificou     | Não se qualificou     | Não se qualificou     | 9º lugar   |

Legenda
| Recorde mundial      | Recorde mundial (World record)               |                       | Recorde africano                      | Recorde africano (African) |                                           | Q | Classificado por posição (Qualified) |
| Recorde olímpico     | Recorde olímpico (Olympic record)            | Recorde da América    | Recorde da América (Americas)         | q                          | Classificado por melhor tempo (Qualified) |   |                                      |
| Melhor marca do ano  | Melhor marca do ano (World leading)          | Recorde asiático      | Recorde asiático (Asian)              | DNS                        | Não largou (Did not start)                |   |                                      |
| Recorde nacional     | Recorde nacional (National record)           | Recorde europeu       | Recorde europeu (European)            | DNF                        | Não terminou (Did not finish)             |   |                                      |
| Recorde pessoal      | Recorde pessoal do atleta (Personal best)    | Recorde da Oceania    | Recorde da Oceania (Oceania)          | DSQ / DQ                   | Desclassificado (Disqualified)            |   |                                      |
| Recorde da temporada | Recorde da temporada do atleta (Season best) | Recorde sul-americano | Recorde sul-americano (South America) | NM                         | Sem marca (No mark)                       |   |                                      |

## Ténis
A presença dos dois tenistas portugueses foi confirmada pela Federação Internacional de Ténis.
| Atleta                                               | Prova      | Ronda de 64                    | Ronda de 32                                   | Oitavos Final                | Quartos Final         | Meias Finais          | Final / MB            | Final / MB |
| Atleta                                               | Prova      | Adversário/ Resultado          | Adversário/ Resultado                         | Adversário/ Resultado        | Adversário/ Resultado | Adversário/ Resultado | Adversário/ Resultado | Posição    |
| ---------------------------------------------------- | ---------- | ------------------------------ | --------------------------------------------- | ---------------------------- | --------------------- | --------------------- | --------------------- | ---------- |
| Nuno Borges (Estreante)                              | Singulares | Mariano Navone D 6-2 e 6-2     | Não se qualificou                             | Não se qualificou            | Não se qualificou     | Não se qualificou     | Não se qualificou     | 33º lugar  |
| Francisco Cabral (Estreante)                         | Singulares | Jan-Lennard Struff D 2-6 e 2-6 | Não se qualificou                             | Não se qualificou            | Não se qualificou     | Não se qualificou     | Não se qualificou     | 33º lugar  |
| Nuno Borges (Estreante) Francisco Cabral (Estreante) | Pares      |                                | Stefanos / Petros Tsitsipas V 6-3, 3-6, 10-12 | Koepfer / Struff D 2-6 e 2-6 | Não se qualificou     | Não se qualificou     | Não se qualificou     | 9º lugar   |

Legenda: V = Vencedor(a); D= Derrotado(a)
Legenda
| Recorde mundial      | Recorde mundial (World record)               |                       | Recorde africano                      | Recorde africano (African) |                                           | Q | Classificado por posição (Qualified) |
| Recorde olímpico     | Recorde olímpico (Olympic record)            | Recorde da América    | Recorde da América (Americas)         | q                          | Classificado por melhor tempo (Qualified) |   |                                      |
| Melhor marca do ano  | Melhor marca do ano (World leading)          | Recorde asiático      | Recorde asiático (Asian)              | DNS                        | Não largou (Did not start)                |   |                                      |
| Recorde nacional     | Recorde nacional (National record)           | Recorde europeu       | Recorde europeu (European)            | DNF                        | Não terminou (Did not finish)             |   |                                      |
| Recorde pessoal      | Recorde pessoal do atleta (Personal best)    | Recorde da Oceania    | Recorde da Oceania (Oceania)          | DSQ / DQ                   | Desclassificado (Disqualified)            |   |                                      |
| Recorde da temporada | Recorde da temporada do atleta (Season best) | Recorde sul-americano | Recorde sul-americano (South America) | NM                         | Sem marca (No mark)                       |   |                                      |

## Ténis de Mesa
A seleção masculina de Ténis de Mesa garantiu esta quarta-feira a qualificação para os Jogos Olímpicos Paris 2024, ao apurar-se para os quartos de final do Mundial de Equipas a decorrer em Busan, na Coreia do Sul. Jieni Shao e Fu Yu garantiram uma vaga no torneio individual de Ténis de Mesa nos Jogos Olímpicos Paris 2024 através do torneio individual de qualificação que decorreu em Sarajevo, na Bósnia-Herzegovina.
| Atleta     | Prova      | Ronda Preliminar      | Ronda de 64           | Ronda de 32           | Oitavos de Final      | Quartos de Final      | Meias Finais          | Final / MB            | Final / MB |
| Atleta     | Prova      | Adversário/ Resultado | Adversário/ Resultado | Adversário/ Resultado | Adversário/ Resultado | Adversário/ Resultado | Adversário/ Resultado | Adversário/ Resultado | Posição    |
| ---------- | ---------- | --------------------- | --------------------- | --------------------- | --------------------- | --------------------- | --------------------- | --------------------- | ---------- |
| Fu Yu      | Individual |                       | Jihee Jeon V 0-4      | Natalia Bajor D 3-4   | Não se qualificou     | Não se qualificou     | Não se qualificou     | Não se qualificou     | 17º lugar  |
| Jieni Shao | Individual | Sarah de Nutte V 4-2  | Sofia Polcanova D 2-4 | Não se qualificou     | Não se qualificou     | Não se qualificou     | Não se qualificou     | 17º lugar             |            |

| Atleta                                                 | Prova      | Ronda Preliminar      | Ronda de 64           | Ronda de 32           | Oitavos de Final      | Quartos de Final      | Meias Finais          | Final / MB            | Final / MB |
| Atleta                                                 | Prova      | Adversário/ Resultado | Adversário/ Resultado | Adversário/ Resultado | Adversário/ Resultado | Adversário/ Resultado | Adversário/ Resultado | Adversário/ Resultado | Posição    |
| ------------------------------------------------------ | ---------- | --------------------- | --------------------- | --------------------- | --------------------- | --------------------- | --------------------- | --------------------- | ---------- |
| Marcos Freitas                                         | Individual |                       | Anders Lind D 4-0     | Não se qualificou     | Não se qualificou     | Não se qualificou     | Não se qualificou     | Não se qualificou     | 33º lugar  |
| Tiago Apolónia                                         | Individual | Dang Qiu D 1-4        | Não se qualificou     | Não se qualificou     | Não se qualificou     | Não se qualificou     | Não se qualificou     | 33º lugar             |            |
| Marcos Freitas Tiago Apolónia João Geraldo (Estreante) | Equipa     |                       |                       |                       | Brasil D 1-3          | Não se qualificou     | Não se qualificou     | Não se qualificou     | 9º lugar   |

Legenda: V = Vencedor(a); D= Derrotado(a)
Legenda
| Recorde mundial      | Recorde mundial (World record)               |                       | Recorde africano                      | Recorde africano (African) |                                           | Q | Classificado por posição (Qualified) |
| Recorde olímpico     | Recorde olímpico (Olympic record)            | Recorde da América    | Recorde da América (Americas)         | q                          | Classificado por melhor tempo (Qualified) |   |                                      |
| Melhor marca do ano  | Melhor marca do ano (World leading)          | Recorde asiático      | Recorde asiático (Asian)              | DNS                        | Não largou (Did not start)                |   |                                      |
| Recorde nacional     | Recorde nacional (National record)           | Recorde europeu       | Recorde europeu (European)            | DNF                        | Não terminou (Did not finish)             |   |                                      |
| Recorde pessoal      | Recorde pessoal do atleta (Personal best)    | Recorde da Oceania    | Recorde da Oceania (Oceania)          | DSQ / DQ                   | Desclassificado (Disqualified)            |   |                                      |
| Recorde da temporada | Recorde da temporada do atleta (Season best) | Recorde sul-americano | Recorde sul-americano (South America) | NM                         | Sem marca (No mark)                       |   |                                      |

## Tiro
Inês Barros fez história no Campeonato da Europa, em Osijek, na Croácia, também por ter conseguido a primeira quota feminina de sempre para o Tiro com Armas de Caça nos Jogos Olímpicos.
| Atleta                  | Prova | Qualificação | Qualificação | Final             | Final             |
| Atleta                  | Prova | Perfomance   | Posição      | Perfomance        | Posição           |
| ----------------------- | ----- | ------------ | ------------ | ----------------- | ----------------- |
| Inês Barros (Estreante) | Trap  | 121          | 8º lugar     | Não se qualificou | Não se qualificou |

Legenda
| Recorde mundial      | Recorde mundial (World record)               |                       | Recorde africano                      | Recorde africano (African) |                                           | Q | Classificado por posição (Qualified) |
| Recorde olímpico     | Recorde olímpico (Olympic record)            | Recorde da América    | Recorde da América (Americas)         | q                          | Classificado por melhor tempo (Qualified) |   |                                      |
| Melhor marca do ano  | Melhor marca do ano (World leading)          | Recorde asiático      | Recorde asiático (Asian)              | DNS                        | Não largou (Did not start)                |   |                                      |
| Recorde nacional     | Recorde nacional (National record)           | Recorde europeu       | Recorde europeu (European)            | DNF                        | Não terminou (Did not finish)             |   |                                      |
| Recorde pessoal      | Recorde pessoal do atleta (Personal best)    | Recorde da Oceania    | Recorde da Oceania (Oceania)          | DSQ / DQ                   | Desclassificado (Disqualified)            |   |                                      |
| Recorde da temporada | Recorde da temporada do atleta (Season best) | Recorde sul-americano | Recorde sul-americano (South America) | NM                         | Sem marca (No mark)                       |   |                                      |

## Triatlo
A estafeta mista de Triatlo garantiu a presença nos Jogos Olímpicos Paris 2024, graças ao 9.º lugar no ranking da World Triathlon, que encerrou o processo de qualificação olímpica após o cancelamento daquela que seria a etapa final em Abu Dhabi, durante o último fim-de-semana. Dessa forma, Portugal manteve a posição que permitiu garantir a presença, não só na prova de estafetas mistas, como também de dois atletas nas provas masculina e feminina individuais dos Jogos Olímpicos do próximo verão, na capital francesa.
| Atleta                 | Prova | Natação (1,5 km) | Transição 1 | Ciclismo (40 km) | Transição 2 | Corrida (10 km) | Tempo Final | Posição   |
| Atleta                 | Prova | Tempo            | Tempo       | Tempo            | Tempo       | Tempo           | Tempo Final | Posição   |
| ---------------------- | ----- | ---------------- | ----------- | ---------------- | ----------- | --------------- | ----------- | --------- |
| Melanie Santos         | Elite | 24:20            | 24:20       | 0:57             | 1:01:00     | 0:28            | 37:03       | 45º lugar |
| Maria Tomé (Estreante) | Elite | 24:17            | 24:17       | 0:56             | 57:34       | 0:31            | 1:57:13     | 11º lugar |

| Atleta                       | Prova | Natação (1,5 km) | Transição 1 | Ciclismo (40 km) | Transição 2 | Corrida (10 km) | Tempo Final | Posição  |
| Atleta                       | Prova | Tempo            | Tempo       | Tempo            | Tempo       | Tempo           | Tempo Final | Posição  |
| ---------------------------- | ----- | ---------------- | ----------- | ---------------- | ----------- | --------------- | ----------- | -------- |
| Ricardo Baptista (Estreante) | Elite | 21:10            | 0:46        | 51:29            | 0:27        | 30:06           | 1:43:58     | 6º lugar |
| Vasco Vilaça (Estreante)     | Elite | 21:03            | 0:52        | 51:30            | 0:27        | 30:04           | 1:43:56     | 5º lugar |

| Atleta                       | Prova        | Natação (300m) | Transição 1 | Ciclismo (7 km) | Transição 2 | Corrida (1,8 km) | Tempo | Tempo Final | Posição  |
| Atleta                       | Prova        | Tempo          | Tempo       | Tempo           | Tempo       | Tempo            | Tempo | Tempo Final | Posição  |
| ---------------------------- | ------------ | -------------- | ----------- | --------------- | ----------- | ---------------- | ----- | ----------- | -------- |
| Ricardo Baptista (Estreante) | Equipa Misto | 4:20           | 1:12        | 9:22            | 0:23        | 4:59             | 20:16 | 1:27:08     | 5º lugar |
| Melanie Santos               | Equipa Misto | 5:05           | 1:07        | 10:27           | 0:26        | 5:49             | 22:54 | 1:27:08     | 5º lugar |
| Vasco Vilaça (Estreante)     | Equipa Misto | 4:19           | 1:01        | 9:31            | 0:23        | 5:02             | 20:16 | 1:27:08     | 5º lugar |
| Maria Tomé (Estreante)       | Equipa Misto | 5:04           | 1:12        | 11:02           | 0:26        | 5:58             | 23:42 | 1:27:08     | 5º lugar |

## Vela
76Portugal garantiu uma vaga para a classe 470 mista nos Jogos Olímpicos Paris 2024 ao ser 8.ª no final de 11 regatas, quando ainda falta disputar a medal race no Campeonato do Mundo de Vela que se realiza em Haia, nos Países Baixos. A presença da Vela portuguesa continua a crescer com mais uma vaga a Portugal para a competição do próximo ano em França após o 24.ª posição, a última das 16 vagas na classe ILCA 7. Mais uma quota nos Jogos Olímpicos Paris 2024, desta feita no Kite feminino da Vela com uma das cinco vagas disponíveis na última regata de qualificação, que se disputa desde o passado domingo em Hyéres, França.
| Atleta                            | Prova | Regata 1  | Regata 2  | Regata 3  | Regata 4  | Regata 5  | Regata 6  | Regata 7  | Regata 8  | Regata 9  | Regata 10 | Regata 11 | Regata 12 | Regata 13 | Regata 14 | Regata 15 | Regata 16 | Total      | Total     | Meias Finais      | Final             |
| Atleta                            | Prova | Pontuação | Pontuação | Pontuação | Pontuação | Pontuação | Pontuação | Pontuação | Pontuação | Pontuação | Pontuação | Pontuação | Pontuação | Pontuação | Pontuação | Pontuação | Pontuação | Perfomance | Posição   | Posição           | Posição           |
| --------------------------------- | ----- | --------- | --------- | --------- | --------- | --------- | --------- | --------- | --------- | --------- | --------- | --------- | --------- | --------- | --------- | --------- | --------- | ---------- | --------- | ----------------- | ----------------- |
| Mafalda Pires de Lima (Estreante) | Kite  | 8         | 16        | 14        | 13        | 15        | 9         | Cancelado | Cancelado | Cancelado | Cancelado | Cancelado | Cancelado | Cancelado | Cancelado | Cancelado | Cancelado | 59         | 14º lugar | Não se qualificou | Não se qualificou |

| Atleta                      | Prova  | Regata 1  | Regata 2  | Regata 3  | Regata 4  | Regata 5  | Regata 6  | Regata 7  | Regata 8  | Regata 9  | Regata 10 | Medal Race        | Medal Race        | Total     | Total     |
| Atleta                      | Prova  | Pontuação | Pontuação | Pontuação | Pontuação | Pontuação | Pontuação | Pontuação | Pontuação | Pontuação | Pontuação | Pontuação         | Posição           | Pontuação | Posição   |
| --------------------------- | ------ | --------- | --------- | --------- | --------- | --------- | --------- | --------- | --------- | --------- | --------- | ----------------- | ----------------- | --------- | --------- |
| Eduardo Marques (Estreante) | ILCA 7 | 5         | 11        | 31        | 15        | 35        | 1         | BFD       | 3         | Cancelado | Cancelado | Não se qualificou | Não se qualificou | 101       | 11º lugar |

| Atleta                    | Prova      | Regata 1  | Regata 2  | Regata 3  | Regata 4  | Regata 5  | Regata 6  | Regata 7  | Regata 8  | Regata 9  | Regata 10 | Medal Race | Medal Race | Total     | Total    |
| Atleta                    | Prova      | Pontuação | Pontuação | Pontuação | Pontuação | Pontuação | Pontuação | Pontuação | Pontuação | Pontuação | Pontuação | Pontuação  | Posição    | Pontuação | Posição  |
| ------------------------- | ---------- | --------- | --------- | --------- | --------- | --------- | --------- | --------- | --------- | --------- | --------- | ---------- | ---------- | --------- | -------- |
| Carolina João Diogo Costa | Classe 470 | BFD       | 3         | 16        | 14        | 2         | 4         | 2         | 8         | Cancelado | Cancelado | 4          | 2º lugar   | 53        | 5º lugar |

Legenda
| Recorde mundial      | Recorde mundial (World record)               |                       | Recorde africano                      | Recorde africano (African) |                                           | Q | Classificado por posição (Qualified) |
| Recorde olímpico     | Recorde olímpico (Olympic record)            | Recorde da América    | Recorde da América (Americas)         | q                          | Classificado por melhor tempo (Qualified) |   |                                      |
| Melhor marca do ano  | Melhor marca do ano (World leading)          | Recorde asiático      | Recorde asiático (Asian)              | DNS                        | Não largou (Did not start)                |   |                                      |
| Recorde nacional     | Recorde nacional (National record)           | Recorde europeu       | Recorde europeu (European)            | DNF                        | Não terminou (Did not finish)             |   |                                      |
| Recorde pessoal      | Recorde pessoal do atleta (Personal best)    | Recorde da Oceania    | Recorde da Oceania (Oceania)          | DSQ / DQ                   | Desclassificado (Disqualified)            |   |                                      |
| Recorde da temporada | Recorde da temporada do atleta (Season best) | Recorde sul-americano | Recorde sul-americano (South America) | NM                         | Sem marca (No mark)                       |   |                                      |

### Vela
| M   | Regata da Medalha da qual só participam os dez primeiros colocados das regatas anteriores  |  |  | CAN | Regata cancelada |
| BFD | Desclassificado por bandeira preta (Black Flag Disqualified)                               |  |  |     |                  |
| UFD | Desclassificado por bandeira "U" (U Flag Disqualified)                                     |  |  |     |                  |
| OCS | Largada queimada (On the Course Side of the starting line)                                 |  |  |     |                  |
| DNE | Desclassificação sem eliminação (infração a um item do regulamento da prova – Did Not End) |  |  |     |                  |